# حزب دموکراتیک جدید
حزب دموکرات جدید (اختصاری ان‌دی‌پی) (به انگلیسی: New Democratic Party) (مخفف انگلیسی: NDP) یکی از احزاب سیاسی کشور کانادا با گرایش سوسیال دموکراسی است که در سال ۱۹۶۱ بنیان گذاشته شد و به جناح چپ میانه و چپ طیف سیاسی تعلق خاطر دارد. این حزب هم در انتخابات فدرال و هم در انتخابات استانی شرکت می‌کند.
رهبر کنونی آن در بخش فدرال جاگمیت سینگ است که در تاریخ یکم اکتبر سال ۲۰۱۷ به این سمت انتخاب شد. احزاب دموکرات جدید استانی در حال حاضر در دو استان دولت تشکیل داده‌اند. در انتخابات فدرال سال ۲۰۱۱ این حزب با رهبری جک لیتون توانست پس از حزب محافظه‌کار کانادا بیشترین کرسی را در مجلس عوام کانادا به دست آورد و به این ترتیب برای اولین بار رسماً به عنوان اپوزیسیون رسمی شناخته شد، اما به جز آن دوره، معمولا سومین یا چهارمین حزب مجلس عوام کانادا محسوب می‌شود.
در سال ۲۰۲۲، این حزب در طی یک ائتلاف با حزب لیبرال که بیشترین کرسی پارلمان را داشت اما موفق به کسب اکثریت مطلق نشده بود، بر سر کار بودن دولت جاستین ترودو تا سال ۲۰۲۵ را تضمین کرد و در عوض دولت متعهد به گسترش سیاست‌های دموکرات جدید از جمله در زمینه گسترش بیمه‌ی درمانی همگانی به دندانپزشکی گردید.
از سیاست‌های بارز این حزب می‌توان به اقتصاد مختلط، گسترش دولت رفاه، دفاع از حقوق دگرباشان جنسی، سیاست‌های نظارتی بر حفظ محیط‌ زیست و افزایش دامنه‌ی بیمه‌ی همگانی کانادا به منظور پوشش هزینه‌های مرتبط با دارو، دندانپزشکی، چشم‌پزشکی، درمان ناباروری و سلامت روان اشاره کرد.